# Busan International Finance Center Landmark Tower
La Busan International Finance Center Landmark Tower est un gratte-ciel de Busan, en Corée du Sud. Achevée en 2014, elle mesure 289 mètres de haut et compte 63 étages.